# Lotononis neglecta
Lotononis neglecta är en ärtväxtart som beskrevs av Dummer. Lotononis neglecta ingår i släktet Lotononis och familjen ärtväxter. Inga underarter finns listade i Catalogue of Life.